# Janet Lane-Claypon
Janet Elizabeth Lane-Claypon (Boston, Anglaterra, 3 de febrer de 1877 – Seaford, Anglaterra, 17 de juliol de 1967) va ser una metgessa anglesa, una de les fundadores de la ciència de l'epidemiologia, iniciant l'ús dels anomenats estudis de cohort i els estudis de cas-control. És coneguda també per haver realitzat el primer estudi epidemiològic del càncer de mama.

## Biografia
Janet Elizabeth Lane-Claypon va néixer el 3 de febrer 1877 a Boston, Lincolnshire, Regne Unit. El seu pare, William Ward Lane-Claypon, era un ric banquer i magistrat. La seva mare era Edith Stow Lane-Claypon.
La seva educació primària va ser a casa. El 1898, va ingressar al University College de Londres, on va estudiar fisiologia. El 1902 es va graduar al University College amb honors de primera classe, rebent una medalla d'or per l'exposició de la seva investigació sobre l'ovari de conill. A partir de llavors va començar a treballar per al seu doctorat. Treballant amb E. H. Starling i E. A. Sharper-Schafer, va rebre el doctorat en Fisiologia el 1905. La seva tesi va ser sobre la histologia del desenvolupament de l'ovari i el control hormonal de la lactància. Més tard, l'obra va ser àmpliament citada per Francis Marshall en el seu llibre de text de 1910, "La fisiologia de la reproducció".
No satisfeta amb el que havia aconseguit fins aleshores, va ingressar a l'Escola de Medicina per a Dones de Londres el 1898. Com a estudiant brillant, cap el 1910 ja havia guanyat diversos honors, beques i graus, incloent tant un doctorat en Medicina (MD) com un PhD (Doctorat en recerca).
El 1907 es va unir al personal de l'Institut Lister de Medicina Preventiva com a becària. Finançada amb una beca de la Societat Mèdica Britànica, va començar la seva investigació sobre la bacteriologia i la bioquímica de la llet. La seva investigació va revelar la presència de factors hemolítics en la llet i també l'efecte d'escalfament sobre la contaminació bacteriana. Més important encara, va refutar la creença comuna que l'escalfament destrueix els valors nutricionals de la llet. Gran part del treball es va publicar més tard en forma de llibre.
El 1909, va rebre una beca de l'Institut Lister per estudiar els programes de salut maternoinfantil a Europa. Primer es va investigar l'efecte de la "Llei dels Pobres" sobre els fills de la classe baixa a Anglaterra i després va viatjar a Alemanya per visitar les instal·lacions a Berlín. Va investigar la bioquímica de la llet i aspectes de la fisiologia reproductiva, incloent, l'estructura i funció de l'ovari i el control hormonal de l'alletament. El 1912, Lane-Claypon va publicar un estudi pioner de dues cohorts (grups) de nadons alimentats amb llet de vaca i amb llet materna respectivament i va trobar que aquelles criatures alimentades amb llet materna guanyaven més pes, a més va fer servir mètodes estadístics per demostrar que era poc probable que la diferència es degués només a la casualitat. També va investigar si alguna cosa que no fos el tipus de llet podria donar compte de la diferència, un efecte conegut com a factor de confusió.
Va traslladar la seva activitat del laboratori a l'àmbit de la salut pública, en la qual va lidiar amb una gran varietat de problemes de salut materna i infantil. Es va convertir en una defensora de la lactància materna, així com de la reforma de la formació de les llevadores i els serveis prenatals, per tal de reduir el nombre de naixements prematurs, d'infants nascuts morts i la taxa de mortalitat materna.
Alhora, també va exercir com a Inspectora Mèdica Assistent a la Junta de Govern de Londres (1912-1916). El 1916 va esdevenir la Degana del Household and Social Science Department al King's College per a Dones, càrrec que va ocupar fins a 1923. També el 1916 va estar encarregada pel Comitè d'Investigació Mèdica d'escriure un llibre sobre l'alimentació infantil, en reconeixement de la seva llarga recerca en aquest camp. La seva segona obra principal, "Milk and its hygienic relations", també es va publicar el 1916. A partir de llavors, va escriure dos llibres més, importants en matèria d'higiene: "The child welfare movement", que es va publicar el 1920, i "Hygiene of women and children", el 1921. En el darrer llibre posava èmfasi en la salut individual.

## Epidemiologia del càncer de mama
Havent demostrat el poder dels estudis de cohorts, Lane-Claypon va passar a desenvolupar un altre tipus de investigació clau per a la epidemiologia, l'anomenat estudi de cas-control. El 1923, el ministre de Salut, Neville Chamberlain, va crear una comissió per investigar la "relació de causalitat, la prevalença i tractament del càncer" i assessorar el Ministeri sobre la millor manera d'investigar aquests problemes. Lane-Claypon va ser contractada per revisar la bibliografia existent sobre el càncer de mama, amb èmfasi en el seu tractament quirúrgic (sobretot les mastectomies radicals). Llavors, el comitè li va encarregar dur a terme un estudi més ampli "amb una sèrie suficient i adequada" de dones amb antecedents de càncer de mama i "una sèrie paral·lela i igualment representativa de casos de control", és a dir, "dones amb condicions de vida comparables a les de la sèrie càncer, però que no tenien cap signe de càncer ".
Lane-Claypon va localitzar a 500 dones amb antecedents de càncer de mama - els "casos" - i els va comparar amb 500 dones que estaven lliures de la malaltia però, per la resta força similars, anomenades "control". Mai s'havia realitzat abans un estudi a gran escala d'aquest tipus. Lane-Claypon es va adonar que per generar un nombre suficient de casos i casos-control - 500 en cada categoria - necessitaba aconseguir el suport de diversos hospitals. Al final nou hospitals, sis de Londres i tres de Glasgow, van aportar dades per a l'estudi, gran part de les quals, pel que sembla, es van recollir amb la supervisió d'altres metgesses. Els casos es van definir ja sigui com a pacients recients o be amb tractament actual amb càncer de mama. Els controls, les dones sense càncer, ni en el moment de l'estudi, ni en el passat, es van extreure dels serveis hospitalaris i ambulatoris dels hospitals que subministraven els casos. Per demostrar la seva comparabilitat, Lane-Claypon va avaluar els dos grups pel que fa a diverses variables, inclosa l'ocupació i la mortalitat infantil (tots dos com a indicadors d'estatus social), nacionalitat, estat civil i edat.
L'enquesta detallada que va emergir-ne es considera el primer qüestionari epidemiògic publicat. Entre les més de 50 qüestions que es van preguntar n'hi havia de diverses relacionant els historials de salut reproductiva de les enquestades. Això va donar lloc a resultats que van permetre a Lane-Claypon identificar molts dels factors de risc per al càncer de mama que són encara considerats vàlids avui. Les seves conclusions (o les seves dades, revisades amb posterioritat en d'altres investigacions) van estar d'acord amb les dels estudis moderns: el càncer de mama estava associat amb l'edat de la menopausa, la menopausa artificial, l'edat del primer embaràs, el nombre de criatures, i l'alletament.
El 1926, el Ministeri de Salut va publicar un altre informe de Lane-Claypon que ara es considera com el primer “resultat final” de l'estudi. Va fer el seguiment d'una mostra gran de dones amb càncer de mama diagnosticat, durant uns 10 anys després de la seva cirurgia. L'estudi va confirmar que les dones que eren quirúrgicament tractades en una fase primerenca de la malaltia teien un molt millor pronòstic de supervivència: tres, cinc, o 10 anys més que aquelles que eren operades en qualsevol fase més avançada de la malaltia. Es va demostrar que el risc de càncer de mama augmentava per a les dones sense fills, les dones que es casaven més tard del normal, i les dones que no alletaven. El risc total de càncer de mama disminuïa en funció del nombre de fills. Per a tots els casos, el tractament ràpid era la clau per a la supervivència de les dones amb càncer de mama.
A través de tots aquests informes hi ha incloses les seves preocupacions sobre els inconvenients i incerteses que la seva pròpia metodologia posava de manifest. En l'estudi dels resultats finals, Lane-Claypon reconeix les dificultats que comporta la determinació d'una correcta estadificació de la malaltia (en els dies abans de biòpsies diagnòstiques de rutina). S'entén que les diferències en l'accés a l'assistència sanitària (i per tant al tractament quirúrgic) influirien en els resultats de supervivència. Ella va reconèixer els problemes de biaix creat per limitar l'estudi a les supervivents i confiant en la recuperació de les pacients amb càncer de mama per elles mateixes en lloc d'observar (amb una major neutralitat i, potencialment, una major precisió) l'experiència de les dones amb diagnòstic recent passant pel tractament i més enllà. Finalment, en la revisió de les històries dels seus casos de família, va anticipar el paper que els gens podrien exercir en el desenvolupament del càncer de mama. "Sembla que hi ha algunes famílies", va escriure, "en els quals per raons no determinades en l'actualitat, el càncer causa estralls en els seus membres, i hi ha en alguns casos una (certa) lleugera evidència que ataca als mateixos òrgans."

## Publicacions
- Lane-Claypon, Janet E. Milk and its hygienic relations (en anglés). London, New York [etc.]: Longmans, Green, and co., 1916, p. 381.
- Lane-Claypon, Janet E. The child welfare movement (en anglés). London: G. Bell, 1920, p. 341.
- Lane-Claypon, Janet E. Hygiene of women and children (en anglés). London: Frowde, 1921, p. 388.